# Édith Audibert
Pour les articles homonymes, voir Audibert.
Édith Audibert, née le 7 mars 1948 à Hyères, est une femme politique française, membre des Républicains. À la suite de l'élection de Jean-Louis Masson comme maire de La Garde, elle devient députée de la 3e circonscription du Var.

## Biographie
Née à Hyères, elle est salariée du privé en retraite.
Elle adhère au Parti républicain en 1988, devient membre de l'UMP dès sa constitution puis des Républicains[source insuffisante].
Elle est 1re adjointe au maire de La Crau de 1989 à 1999 puis conseillère régionale de Provence-Alpes-Côte d'Azur de 1998 à 2004.
Elle est élue conseillère municipale d'Hyères en 2001, puis réélue en 2008 et 2014. Elle devient adjointe au maire en 2014. Elle ne se représente pas aux élections municipales de 2020.
Elle est la suppléante de Jean-Pierre Giran de 1997 à 2002, puis celle de Jean-Louis Masson de 2017 à 2020.
Lors des cantonales de 2011, elle est candidate dans le canton d'Hyères-Ouest mais elle n'est pas élue.
À la suite de l'élection de Jean-Louis Masson comme maire de La Garde,, elle devient députée de la 3e circonscription du Var le 3 août 2020.